# Nathalie Tauziat
Nathalie Tauziat (* 17. Oktober 1967 in Bangui, Zentralafrikanische Republik) ist eine ehemalige französische Tennisspielerin. Sie gewann auf der WTA Tour 33 Titel, davon acht im Einzel und 25 im Doppel.

## Karriere
Tauziat wurde 1985 Profispielerin. Sie lebte zunächst in Saint-Tropez, später in Bayonne. Ihre besten Platzierungen in der WTA-Weltrangliste erreichte sie im Jahr 2000 im Einzel und 2001 im Doppel jeweils mit Rang 3. Das Serve-und-Volley-Spiel war ihre große Stärke. Gecoacht wurde sie von Régis de Camaret.
Einzeltitel gewann Tauziat unter anderem 1990 in Bayonne, 1993 in Québec und 1995 in Eastbourne. 1998 erreichte sie das Wimbledon-Finale, das sie gegen Jana Novotná verlor. Doppel spielte Tauziat längere Zeit zusammen mit Judith Wiesner.
Bei den Olympischen Spielen erreichte sie an der Seite von Isabelle Demongeot 1988 und 1992 jeweils das Viertelfinale.
2002 und 2003 bestritt sie auf einigen Turnieren noch die Doppelkonkurrenzen, ehe sie sich endgültig von der Profitour verabschiedete.

## Wirbel um Buchveröffentlichung
Tauziat veröffentlichte 2000 ihr Buch „Les dessous du tennis féminin“, in dem sie sexistische Verhaltensweisen auf der Damen-Tour anprangerte. Die Veröffentlichung brachte ihr das einzige Titelbild auf einem deutschen Tennismagazin ein.

## Turniersiege (WTA)

### Einzel
| Nr. | Datum              | Turnier    | Belag             | Finalgegnerin    | Ergebnis      |
| --- | ------------------ | ---------- | ----------------- | ---------------- | ------------- |
| 1.  | 30. September 1990 | Bayonne    | Hartplatz         | Anke Huber       | 6:3, 7:6      |
| 2.  | 7. November 1993   | Québec     | Hartplatz (Halle) | Katerina Maleewa | 6:4, 6:1      |
| 3.  | 25. Juni 1995      | Eastbourne | Rasen             | Chanda Rubin     | 3:6, 6:0, 7:5 |
| 4.  | 15. Juni 1997      | Birmingham | Rasen             | Yayuk Basuki     | 2:6, 6:2, 6:2 |
| 5.  | 24. Oktober 1999   | Moskau     | Teppich (Halle)   | Barbara Schett   | 2:6, 6:4, 6:1 |
| 6.  | 7. November 1999   | Leipzig    | Teppich (Halle)   | Květa Hrdličková | 6:1, 6:3      |
| 7.  | 13. Februar 2000   | Paris      | Teppich (Halle)   | Serena Williams  | 7:5, 6:2      |
| 8.  | 17. Juni 2001      | Birmingham | Rasen             | Miriam Oremans   | 6:3, 7:5      |

### Doppel
| Nr. | Datum              | Turnier      | Kategorie    | Belag           | Partnerin               | Finalgegnerinnen                            | Ergebnis         |
| --- | ------------------ | ------------ | ------------ | --------------- | ----------------------- | ------------------------------------------- | ---------------- |
| 1.  | 4. Oktober 1987    | Paris        | WTA Tier V   | Sand            | Isabelle Demongeot      | Sandra Cecchini Sabrina Goleš               | 1:6, 6:3, 6:3    |
| 2.  | 14. Mai 1988       | Berlin       | WTA Tier I   | Sand            | Isabelle Demongeot      | Claudia Kohde-Kilsch Helena Suková          | 6:2, 4:6, 6:4    |
| 3.  | 23. Oktober 1988   | Zürich       | WTA Tier IV  | Teppich (Halle) | Isabelle Demongeot      | Claudia Kohde-Kilsch Helena Suková          | 6:3, 6:3         |
| 4.  | 7. Mai 1989        | Hamburg      | WTA Tier IV  | Sand            | Isabelle Demongeot      | Jana Novotná Helena Suková                  | nicht angetreten |
| 5.  | 28. Oktober 1990   | Brighton     | WTA Tier II  | Teppich (Halle) | Helena Suková           | Jo Durie Natallja Swerawa                   | 6:1, 6:4         |
| 6.  | 28. September 1991 | Bayonne      | WTA Tier IV  | Teppich (Halle) | Patricia Tarabini       | Rachel McQuillan Catherine Tanvier          | 6:3, Aufgabe     |
| 7.  | 16. Januar 1993    | Melbourne    | WTA Tier IV  | Hartplatz       | Nicole Provis           | Cammy MacGregor Shaun Stafford              | 1:6, 6:3, 6:3    |
| 8.  | 14. August 1994    | Los Angeles  | WTA Tier II  | Hartplatz       | Julie Halard            | Jana Novotná Lisa Raymond                   | 6:1, 0:6, 6:1    |
| 9.  | 6. November 1994   | Québec       | WTA Tier III | Teppich (Halle) | Elna Reinach            | Chanda Rubin Linda Wild                     | 6:4, 6:3         |
| 10. | 26. Februar 1995   | Linz         | WTA Tier III | Teppich (Halle) | Meredith McGrath        | Iva Majoli Petra Schwarz                    | 6:1, 6:2         |
| 11. | 6. Oktober 1996    | Leipzig      | WTA Tier II  | Teppich (Halle) | Kristie Boogert         | Sabine Appelmans Miriam Oremans             | 6:4, 6:4         |
| 12. | 27. Oktober 1996   | Luxemburg    | WTA Tier III | Teppich (Halle) | Kristie Boogert         | Barbara Rittner Dominique Van Roost         | 2:6, 6:4, 6:2    |
| 13. | 16. Februar 1997   | Linz         | WTA Tier III | Teppich (Halle) | Alexandra Fusai         | Eva Melicharová Helena Vildová              | 4:6, 6:3, 6:1    |
| 14. | 9. November 1997   | Chicago      | WTA Tier II  | Teppich (Halle) | Alexandra Fusai         | Lindsay Davenport Monica Seles              | 6:3, 6:2         |
| 15. | 28. Februar 1998   | Linz         | WTA Tier II  | Teppich (Halle) | Alexandra Fusai         | Anna Kurnikowa Larisa Neiland               | 6:3, 3:6, 6:4    |
| 16. | 24. Mai 1998       | Straßburg    | WTA Tier III | Sand            | Alexandra Fusai         | Yayuk Basuki Caroline Vis                   | 6:4, 6:3         |
| 17. | 30. August 1998    | New Haven    | WTA Tier II  | Hartplatz       | Alexandra Fusai         | Mariaan de Swardt Jana Novotná              | 6:1, 6:0         |
| 18. | 14. Februar 1999   | Prostějov    | WTA Tier IV  | Teppich (Halle) | Alexandra Fusai         | Kveta Hrdlicková Helena Vildová             | 3:6, 6:2, 6:1    |
| 19. | 16. Mai 1999       | Berlin       | WTA Tier I   | Sand            | Alexandra Fusai         | Jana Novotná Patricia Tarabini              | 6:3, 7:5         |
| 20. | 24. Juni 2000      | Eastbourne   | WTA Tier II  | Rasen           | Ai Sugiyama             | Lisa Raymond Rennae Stubbs                  | 2:6, 6:3, 7:63   |
| 21. | 20. August 2000    | Montreal     | WTA Tier I   | Hartplatz       | Martina Hingis          | Julie Halard-Decugis Ai Sugiyama            | 6:3, 3:6, 6:4    |
| 22. | 30. September 2000 | Luxemburg    | WTA Tier III | Teppich (Halle) | Alexandra Fusai         | Ljubomira Batschewa Cristina Torrens Valero | 6:3, 7:60        |
| 23. | 31. März 2001      | Key Biscayne | WTA Tier I   | Hartplatz       | Arantxa Sánchez Vicario | Lisa Raymond Rennae Stubbs                  | 6:0, 6:4         |
| 24. | 12. August 2001    | Los Angeles  | WTA Tier II  | Hartplatz       | Kimberly Po-Messerli    | Nicole Arendt Caroline Vis                  | 6:3, 7:5         |
| 25. | 30. September 2001 | Leipzig      | WTA Tier II  | Teppich (Halle) | Jelena Lichowzewa       | Kveta Hrdlicková Barbara Rittner            | 6:4, 6:2         |

## Abschneiden bei bedeutenden Turnieren

### Dameneinzel
| Turnier         | 1984 | 1985 | 1986 | 1987 | 1988 | 1989 | 1990 | 1991 | 1992 | 1993 | 1994 | 1995 | 1996 | 1997 | 1998 | 1999 | 2000 | 2001 | Karriere |
| --------------- | ---- | ---- | ---- | ---- | ---- | ---- | ---- | ---- | ---- | ---- | ---- | ---- | ---- | ---- | ---- | ---- | ---- | ---- | -------- |
| Australian Open | —    | —    |      | —    | —    | —    | —    | —    | —    | AF   | 1    | —    | —    | —    | —    | —    | 2    | —    | AF       |
| French Open     | 1    | 3    | 2    | AF   | AF   | 1    | AF   | VF   | AF   | 3    | 2    | 3    | 2    | 3    | 1    | 2    | 3    | 1    | VF       |
| Wimbledon       | —    | Q2   | 2    | 2    | 2    | 1    | AF   | AF   | VF   | AF   | 3    | 3    | 3    | VF   | F    | VF   | 1    | VF   | F        |
| US Open         | —    | Q3   | 1    | 2    | 2    | 3    | AF   | 1    | 2    | AF   | 2    | 3    | 2    | 1    | AF   | 3    | VF   | AF   | VF       |

Zeichenerklärung: S = Turniersieg; F, HF, VF, AF = Einzug ins Finale / Halbfinale / Viertelfinale / Achtelfinale; 1, 2, 3 = Ausscheiden in der 1. / 2. / 3. Hauptrunde; Q1, Q2, Q3 = Ausscheiden in der 1. / 2. / 3. Qualifikationsrunde; nicht ausgetragen

### Damendoppel
Die Tabelle listet die Ergebnisse der Grand-Slam-Turniere, der Tour Championships, der Olympischen Spiele, des Fed Cups bzw Billie Jean King Cups und der Turniere folgender Kategorien auf: 1990–2008: Tier I, 2009–2020: Premier Mandatory und Premier 5, ab 2021: WTA 1000.
| Turnier            | 1985 | 1986 | 1987 | 1988 | 1989 | 1990 | 1991 | 1992 | 1993 | 1994 | 1995 | 1996 | 1997 | 1998 | 1999 | 2000 | 2001 | 2002 | 2003 | Karriere |
| ------------------ | ---- | ---- | ---- | ---- | ---- | ---- | ---- | ---- | ---- | ---- | ---- | ---- | ---- | ---- | ---- | ---- | ---- | ---- | ---- | -------- |
| Australian Open    | —    |      | —    | —    | —    | —    | —    | —    | AF   | 2    | —    | —    | —    | —    | —    | 2    | —    | —    | —    | 1 × AF   |
| French Open        | 1    | AF   | VF   | AF   | AF   | HF   | AF   | VF   | VF   | HF   | VF   | AF   | HF   | VF   | HF   | HF   | VF   | 2    | 1    | 5 × HF   |
| Wimbledon          | AF   | 1    | 2    | AF   | 1    | AF   | AF   | AF   | 2    | AF   | AF   | 2    | AF   | 2    | 2    | 2    | HF   | VF   | —    | 1 × HF   |
| US Open            | 2    | 1    | 1    | 1    | AF   | 2    | AF   | AF   | 2    | 1    | VF   | 1    | VF   | 2    | AF   | AF   | F    | —    | —    | 1 × F    |
| Tour Championships | —    | —    | —    | —    | —    | —    | —    | —    | —    | VF   | 1    | —    | F    | F    | VF   | VF   | HF   | —    | —    | 2 × F    |
| Chicago            |      |      |      |      |      | F    |      |      |      |      |      |      |      |      |      |      |      |      |      | 1 × F    |
| Boca Raton         |      |      |      |      |      |      | 1    | AF   |      |      |      |      |      |      |      |      |      |      |      | 1 × AF   |
| Indian Wells       |      |      |      |      |      |      |      |      |      |      |      |      | F    | F    | AF   | VF   | HF   | —    | —    | 2 × F    |
| Miami              |      |      |      |      |      | 2    | 2    | 2    | 2    | AF   | VF   | VF   | VF   | VF   | 2    | VF   | S    | —    | —    | 1 × S    |
| Hilton Head Island |      |      |      |      |      | —    | —    | —    | —    | —    | —    | 1    | —    | VF   | —    | —    |      |      |      | 1 × VF   |
| Charleston         |      |      |      |      |      |      |      |      |      |      |      |      |      |      |      |      | —    | —    | —    | —        |
| Rom                |      |      |      |      |      | 1    | HF   | VF   | AF   | HF   | AF   | VF   | VF   | 1    | F    | AF   | 1    | —    | —    | 1 × F    |
| Berlin             |      |      |      |      |      | 1    | —    | AF   | VF   | VF   | VF   | VF   | AF   | F    | S    | VF   | 1    | —    | —    | 1 × S    |
| Kanada             |      |      |      |      |      | AF   | AF   | VF   | 1    | VF   | AF   | AF   | AF   | HF   | AF   | S    | —    | —    | —    | 1 × S    |
| Tokio              |      |      |      |      |      |      |      |      | 1    | 1    | —    | —    | —    | —    | —    | F    | —    | —    | —    | 1 × F    |
| München            |      |      |      |      |      |      |      |      |      |      |      |      |      | —    | —    |      |      |      |      | —        |
| Zürich             |      |      |      |      |      |      |      |      | VF   | 1    | VF   | VF   | 1    | 1    | F    | 1    | HF   | —    | —    | 1 × F    |
| Philadelphia       |      |      |      |      |      |      |      |      | 1    | 1    | 1    |      |      |      |      |      |      |      |      | 3 × 1R   |
| Moskau             |      |      |      |      |      |      |      |      |      |      |      |      | —    | —    | —    | HF   | —    | —    | —    | 1 × HF   |
| Olympische Spiele  |      |      |      | VF   |      |      |      | VF   |      |      |      | AF   |      |      |      | —    |      |      |      | 2 × VF   |
| Fed Cup            | 1    | 2    | 2    | —    | 1    | VF   | 1    | VF   | HF   | HF   | HF   | HF   | S    | HF   | VF   | RR   | VF   | —    | —    | 1 × S    |

Zeichenerklärung: S = Turniersieg; F, HF, VF, AF = Einzug ins Finale, Halb-, Viertel-, Achtelfinale; 1, 2, 3 = Ausscheiden in der 1., 2., 3. Haupt- / Finalrunde; Q1, Q2, Q3 = Ausscheiden in der 1., 2. 3. Qualifikationsrunde; KF (kleines Finale) = unterlegen im Spiel um Platz drei; RR = Round Robin (Gruppenphase); nicht ausgetragen oder andere Kategorie; PO (Playoff), P2 = Auf-/Abstiegsrunde zur Weltgruppe I/II im Fed Cup; W2, K1, K2, K3 = Teilnahme in der Weltgruppe II, Kontinentalgruppe I, II, III im Fed Cup.

### Mixed
| Turnier         | 1997 | 1998 | 1999 | 2000 | 2001 | 2002 | Karriere |
| --------------- | ---- | ---- | ---- | ---- | ---- | ---- | -------- |
| Australian Open | —    | —    | —    | —    | —    | —    | —        |
| French Open     | —    | —    | —    | 2    | 1    | 1    | 2        |
| Wimbledon       | —    | AF   | —    | —    | —    | —    | AF       |
| US Open         | VF   | —    | —    | —    | —    | —    | VF       |